# Република (1991 – 1992)
Вижте пояснителната страница за други значения на Република.
„Република“ (на македонска литературна норма: „Република“) е вестник от Република Македония, излизал от 1991 година. Вестникът започва да излиза като ежедневник на Илинден 2 август 1991 година, малко преди референдума за обявяване на независимостта на страната от Югославия. Основатели на вестника са Йордан Плевнеш, Гоце Трайковски (директор на НИО „Република“) и Неан Кристоф Нотиас (директор на Еуропрес инвестисман, Париж). Редовното излизане продължава до октомври и спира в началото на 1992 година, след отпечатването на 147 броя. От 25 декември 1992 година започва да излиза като седмичник. Главен и отговорен редактор е Владо Мокров, а по-късно Ненад Баткоски.